# Internazionali di Tennis di San Marino 1989
Gli Internazionali di Tennis di San Marino 1989 sono stati un torneo di tennis giocato sulla terra rossa. È stata la 2ª edizione degli Internazionali di Tennis di San Marino, che fanno parte del Nabisco Grand Prix 1989. Si sono giocati a San Marino nella Repubblica di San Marino, dal 21 al 27 agosto 1989.

## Campioni

### Singolare
José Francisco Altur ha battuto in finale  Roberto Azar con il punteggio di 6–7, 6–4, 6–1

### Doppio
Simone Colombo /  Claudio Mezzadri hanno battuto in finale  Pablo Albano /  Gustavo Luza con il punteggio di 6–4, 6–1